# Enope hirsuta
Enope hirsuta là một loài bướm đêm thuộc phân họ Arctiinae, họ Erebidae.